# 10937 Ferris
Tiểu hành tinh 10935 Ferris, tên viết tắt 1998 QW54, được phát hiện vào ngày 27 tháng 8 năm 1998 bởi Đài thiên văn Lowell ở trạm Anderson Mesa gần Flagstaff, Arizona. Nó được đặt theo tên của William D. Ferris.